# Wrzosówka (wzniesienie)
Wrzosówka (niem. Heidelberg, 694 m n.p.m.) –  wzniesienie w południowo-zachodniej Polsce, w Sudetach Zachodnich, w Górach Izerskich.
Wzniesienie we wschodniej części Grzbietu Kamienickiego Gór Izerskich. Wyrasta pomiędzy Kozią Szyją na zachodzie a Ciemniakiem na wschodzie. Od Ciemniaka oddiela ją Babia Przełęcz.
Zbudowane ze skał metamorficznych – gnejsów i granitognejsów, należących do bloku karkonosko-izerskiego, a ściślej jego północno-zachodniej części - metamorfiku izerskiego.
Na północnych zboczach rozciągają się zabudowania Kopańca.
Cały masyw jest zalesiony.

## Turystyka
Przez szczyt prowadzi szlak turystyczny:
- niebieski - szlak z Świeradowa przez Sępią Górę, Rozdroże Izerskie na Zimną Przełęcz, do Rybnicy i dalej